# تپه اکبرآباد (شهرستان ازنا)
تپه اکبر آباد مربوط به عصر آهن - دوره اشکانیان - دوره ساسانیان - سده‌های میانی دوران‌های تاریخی پس از اسلام است و در شهرستان ازنا، بخش جاپلق، دهستان جاپلق شرقی، ۸۰۰ متری جنوب شرقی روستای شاطر واقع شده و این اثر در تاریخ ۲۲ آبان ۱۳۸۶ با شمارهٔ ثبت ۲۰۰۷۸ به‌عنوان یکی از آثار ملی ایران به ثبت رسیده است.